# Bojnice
Bojnice (tysk Weinitz) er en by i det vestlige Slovakiet, som er beliggende cirka 130 km nordøst for hovedstaden Bratislava. Byen ligger i regionen Trenčín, ved bredden af floden Nitra.  Byen har et areal på 19,92 km² og en befolkning på 4.900 indbyggere (2017).

## Eksterne links
- Officielle hjemmeside

- Wikimedia Commons har flere filer relateret til Bojnice